# Kruisenmolen
De Kruisenmolen is een windmolenrestant in de tot de Oost-Vlaamse gemeente Laarne behorende plaats Kalken, gelegen aan de Dendermondsesteenweg 34.
Deze ronde stenen molen van het type beltmolen fungeerde als korenmolen.

## Geschiedenis
De molen werd in 1892-1893 gebouwd en was als zodanig een der laatste stenen windmolens die in Oost-Vlaanderen gebouwd zou worden. In 1933 werd de molen verdekkerd wat gepaard ging met een feest in de bijbehorende herberg Den Appel. Naast de windmolen kwam overigens ook een stoommaalderij die later een elektromotor als aandrijfbron kreeg.
Omstreeks 1939 verloor de molen een roede en in 1942 sneuvelde de tweede roede. Uiteraard werd toen nog slechts met motorkracht gemalen. Op 24 december 1944 liep de molen schade op door een Duitse V1-raket waarbij een scheur in de romp ontstond. Na de Tweede wereldoorlog werd de kap afgenomen. De molen werd voortaan gebruikt als bergplaats, maar enkele onderdelen van de maalinrichting zijn er nog aanwezig.
De romp heeft vijf verdiepingen.
- Inventaris van het Bouwkundig Erfgoed (Vlaanderen): 58133